# Knopia octocontacanalis
Knopia octocontacanalis is een zachte koraalsoort uit de familie Clavulariidae. De koraalsoort komt uit het geslacht Knopia. Knopia octocontacanalis werd in 2007 voor het eerst wetenschappelijk beschreven door Alderslade & McFadden. 